# Чемайнус 13
Чемайнус 13 (англ. Chemainus 13) — індіанська резервація в Канаді, у провінції Британська Колумбія, у межах регіонального округу Каувічен-Велі.

## Населення
За даними перепису 2016 року, індіанська резервація нараховувала 735 осіб, показавши зростання на 7,6%, порівняно з 2011-м роком. Середня густина населення становила 62,7 осіб/км².
З офіційних мов обидвома одночасно володіли 5 жителів, тільки англійською — 735. Усього 65 осіб вважали рідною мовою не одну з офіційних, з них 50 — одну з корінних мов.
Працездатне населення становило 41,4% усього населення, рівень безробіття — 19,5%.
Середній дохід на особу становив $16 186 (медіана $10 544), при цьому для чоловіків — $13 463, а для жінок $18 934 (медіани — $7 456 та $13 408 відповідно).
23,2% мешканців мали закінчену шкільну освіту, не мали закінченої шкільної освіти — 50,5%, 26,3% мали післяшкільну освіту, з яких 15,4% мали диплом бакалавра, або вищий.
| Статево-вікова структура населення | Статево-вікова структура населення | Статево-вікова структура населення | Статево-вікова структура населення | Статево-вікова структура населення |
| ---------------------------------- | ---------------------------------- | ---------------------------------- | ---------------------------------- | ---------------------------------- |
|                                    |                                    |                                    |                                    |                                    |
| Всього                             | Всього                             | 52,0%48,0%                         |                                    |                                    |
| 0 — 14 років                       | 0 — 14 років                       |                                    | 31,3%                              | 31,3%                              |
| 15 — 64 років                      | 15 — 64 років                      |                                    | 61,9%                              | 61,9%                              |
| 65 і більше                        | 65 і більше                        |                                    | 6,8%                               | 6,8%                               |
| Середній вік (років)               | Середній вік (років)               | 30,130,7                           | 30,4                               | 30,4                               |
| Медіана (років)                    | Медіана (років)                    | 25,528,0                           | 26,4                               | 26,4                               |
| — чоловіки — жінки                 |                                    |                                    |                                    |                                    |

| Походження мешканців:     | Походження мешканців:     | Походження мешканців: | Походження мешканців: | Походження мешканців: |
| ------------------------- | ------------------------- | --------------------- | --------------------- | --------------------- |
| Походження                |                           |                       | осіб                  | %                     |
| Корінні американці        | Корінні американці        |                       | 720                   | 99.31%                |
| Інше північноамериканське | Інше північноамериканське |                       | 0                     | 0%                    |
| Європейське               | Європейське               |                       | 15                    | 2.07%                 |
| британське                | британське                |                       | 10                    | 1.38%                 |
| Латинськоамериканське     | Латинськоамериканське     |                       | 10                    | 1.38%                 |

## Клімат
Середня річна температура становить 9,9°C, середня максимальна – 20,2°C, а середня мінімальна – -1°C. Середня річна кількість опадів – 1 198 мм.
| Клімат поселення                              | Клімат поселення | Клімат поселення | Клімат поселення | Клімат поселення | Клімат поселення | Клімат поселення | Клімат поселення | Клімат поселення | Клімат поселення | Клімат поселення | Клімат поселення | Клімат поселення | Клімат поселення |
| Показник                                      | Січ.             | Лют.             | Бер.             | Квіт.            | Трав.            | Черв.            | Лип.             | Серп.            | Вер.             | Жовт.            | Лист.            | Груд.            |                  |
| Середній максимум, °C                         | 8,22             | 9,25             | 10,81            | 13,22            | 16,48            | 19,23            | 19,94            | 20,24            | 17,40            | 12,86            | 8,97             | 6,55             |                  |
| Середня температура, °C                       | 3,63             | 4,64             | 6,22             | 8,63             | 11,89            | 14,63            | 17,10            | 17,41            | 14,58            | 10,01            | 6,13             | 3,73             |                  |
| Середній мінімум, °C                          | −0,98            | 0,05             | 1,62             | 4,02             | 7,28             | 10,05            | 14,27            | 14,58            | 11,73            | 7,18             | 3,30             | 0,87             |                  |
| Норма опадів, мм                              | 198              | 123              | 118              | 68               | 51               | 42               | 25               | 32               | 37               | 111              | 194              | 199              |                  |
| Середньомісячна швидкість вітру, м/с          | 3.59             | 3.45             | 3.58             | 3.48             | 3.38             | 3.40             | 3.25             | 2.95             | 2.71             | 3.01             | 3.62             | 3.70             |                  |
| Середньомісячна сонячна радіація, кДж/м²·день | 3081             | 5916             | 9953             | 14891            | 18772            | 20079            | 21205            | 18179            | 13117            | 7135             | 3615             | 2459             |                  |
| --------------------------------------------- | ---------------- | ---------------- | ---------------- | ---------------- | ---------------- | ---------------- | ---------------- | ---------------- | ---------------- | ---------------- | ---------------- | ---------------- | ---------------- |
| Джерело:                                      |                  |                  |                  |                  |                  |                  |                  |                  |                  |                  |                  |                  |                  |